# 金山武英殿
金山武英殿，位在台灣新北市金山區崙仔頂的一座道教廟宇，又稱「崙仔頂王爺廟」，在金山高中旁，建於1929年，主奉戲神西秦王爺，配祀關聖帝君、天上聖母(關渡二媽)、福德正神、范謝將軍、開廟和樂社先賢等。
該殿也是金山北管軒社「和樂社」供奉音樂神西秦王爺之地，如今成為崙仔頂的信仰中心，每年舊曆六月廿四日西秦王爺聖誕，有大型的繞境活動，為居民祈福。